# Cheilanthes bryopoda
Cheilanthes bryopoda là một loài thực vật có mạch trong họ Adiantaceae. Loài này được (Maxon) Domin miêu tả khoa học đầu tiên năm 1913.